# Arthur Engoron
Arthur F. Engoron, född 1948 i Queens, New York City är en amerikansk domare känd för att i februari 2024 ha dömt den tidigare amerikanske presidenten Donald Trump och flera av hans familjemedlemmar och bolag till böter om totalt 364 miljoner dollar samt näringsförbud i delstaten New York. Politiskt tillhör Engoron det demokratiska partiet.

## Biografi

### Studier, musikkarriär och advokatbyråer
Arthur Engoron föddes i Queens och växte upp i angränsande Nassau County på Long Island, där han tog studentexamen vid The Wheatley School. Han studerade därefter vid Columbia University och avlade en kandidatexamen i engelsk litteratur 1972. Under studietiden var Engoron engagerad i demonstrationerna mot Vietnamnkriget.
Efter examen satsade han på en karriär inom musik, som trumslagare. Först därefter skrev han in sig vid New York University School of Law, där han 1979 tog juristexamen.
Engoron började sin juridiska karriär med på två advokatbyråer, innan han 1983 lämnade branschen för att återvända till musiken. Han fortsatte att spela trummor, samtidigt som han undervisade pianoelever. Först 1991 gick han tillbaka till juridiken på heltid.

### Domstolskarriär

New York County Supreme Courthouse på Manhattan.

Från 1991 arbetade Engoron som notarie (engelska: law clerk) för domare Martin Schoenfield i New York Supreme Court. Han stannade i det uppdraget till 2002. I valet 2002 kandiderade Engoron nämligen för Demokraterna som domare i New York City Civil Court, som handlägger civilmål av mindre ekonomiskt värde eller som avser fastighets- och bostadstvister samt mindre utsökningsärenden. Han vann valet, och svors in som domare 2003. Han kandiderade och vann återigen i valet 2012.
Under sin andra mandatperiod i New York City Civil Court blev Engoron utlånad till och tillförordnad som domare vid New York Supreme Court från 2013. New York Supreme Court är allmän underrätt och första instans för större civilmål samt grövre brott med mer än ett års fängelse i straffskalan, inom staden New Yorks fem boroughs.
Enorgon kandiderade för en domartjänst vid domstolen i valet 2015, vann valet då det saknades motkandidat, och svors in som ordinarie domare med början 2016. Han tillhör civilrättssektionen vid domstolens första avdelning, vilket innebär att han dömer mål för Manhattans borough. Engorons nuvarande mandatperiod löper till 2029, men delstatslagarna kräver att domare avgår 31 december det år som domaren fyller 76 år.

### New York v. Trump et al.
Engoron blev känd för en större allmänhet som domare i civilmålet New York v. Trump et al., där delstatens attorney general Letitia James stämde den tidigare amerikanske presidenten Donald Trump och flera av hans familjemedlemmar och bolag för bokföringsbrott och felaktig eller vilseledande information om bolagens finansiella ställning i syfte att få bättre låne- och försäkringsvillkor.
Engoron var ensam domare i fallet, som är en så kallad rättegång utan jury (engelska: non-jury trial). Stämningsansökan lämnades in i september 2022, själva rättegången pågick mellan 2 oktober och 13 december 2023, slutpläderingar hölls den 11 januari 2024, och Engorons domslut lämnades den 16 februari 2024.
Domen innebar att Donald Trump, Donald Trump Jr., Eric Trump, Trump Organization Inc. samt ytterligare två finanschefer och nio företag inom koncernen fanns skyldiga till att bland annat upprepat och ihärdigt ha upprättat, utfärdat och konspirerat för att förfalska räkenskapshandlingar samt begå försäkringsbedrägeri. Sammantaget dömdes de till att betala 364 miljoner USD, till vilket kommer räntekostnader. Donald Trump samt Donald Trump Jr och Eric Trump dömdes också till tre respektive två års näringsförbud i delstaten New York. Donald Trump och flera av koncernens bolag förbjöds också att under samma period ta upp lån hos finansinstitut i delstaten. Donald Trump har förklarat sig fullständigt oskyldig till alla anklagelser.
Enorgon har mött kraftig kritik efter att han tog sig an New York v. Trump et al., och Donald Trump har på sin sociala medierplattform Truth Social beskrivit Engoron som en "förvirrad, Trumphatande domare, som tvingade det här påhittade fallet genom en av delstaten New Yorks domstolar i en hastighet som aldrig tidigare skådats".